# Ortografisk transkription
Ortografisk transkription innebär en nedteckning av talat språk i en form som i princip använder skriftspråkets ord och alltså inte fonetisk skrift. Man kan däremot ändå använda markörer för intonation, upprepningar, ovanligt uttal och liknande. Den ortografiska transkriptionen kan ligga till grund för objektiv lingvistisk forskning rörande språkets natur, med lagring av stora transkriberade material i språkbanker.